# Linda Gray
Linda Ann Gray (ur. 12 września 1940 w Santa Monica) – amerykańska aktorka, modelka, reżyserka i producentka telewizyjna.

## Życiorys

### Wczesne lata
Urodziła się w Santa Monica, w stanie Kalifornia jako starsza córka producenta biżuterii i zegarmistrza Leslie Graya (zm. 2000) i Marjorie Gray (zm. 2004). Dorastała w Culver City, w stanie Kalifornia. Już jako dziecko występowała w przedstawieniach, a w szkole średniej zagrała w widowisku rolę Kopciuszka. Ukończyła Notre Dame Academy w Culver City.

### Kariera
W wieku siedemnastu lat była modelką i występowała w telewizyjnych reklamach, zanim trafiła na kinowy ekran w komediodramacie Weekend w Palm Springs (Palm Springs Weekend, 1963) z udziałem Stefanie Powers. To jej noga stała się ozdobą na plakacie do melodramatu Mike’a Nicholsa Absolwent (The Graduate, 1967), gdzie była dublerką aktorki Anne Bancroft.
Wkrótce pojawiła się gościnnie w serialu NBC McCloud (1976). Została wybrana do jednej z głównych ról sitcomu fantasy All That Glitters (1977) jako Linda Murkland z Gregiemn Eviganem.
Miała 35 lat kiedy 2 kwietnia 1978 roku wystąpiła po raz pierwszy w nominowanej do nagrody Emmy, dwukrotnie do Złotego Globu i Soap Opera Digest Award – roli Sue Ellen Shepard Ewing Lockwood, żony J.R., magnata imperium naftowego w operze mydlanej CBS Dallas (1978-1989), który dał jej możliwość prawdziwego zaistnienia na szklanym ekranie, opuściła serial po jedenastu latach. Ukończyła kursy reżyserii i sama zrealizowała kilka odcinków serii Dallas. Prowadziła własną firmę Linda Gray Productions, Inc. W 1982 została laureatką niemieckiej nagrody Bambi.
Zagrała postać Roxanne w komedii kryminalnej Oskar, czyli 60 kłopotów na minutę (Oscar, 1991) u boku Sylvestra Stallone, Marisy Tomei, Kirka Douglasa, Ornelli Muti i Kena Howarda.
Sympatię telewidzów zaskarbiła sobie główną rolą Hillary Michaels, właścicielki agencji modelek w Los Angeles i matki Amandy Woodward (Heather Locklear) w operach mydlanych Aarona Spellinga stacji Fox Melrose Place (1994) i Agencja modelek (1994-1995).
Pojawiła się gościnnie w jednym z odcinków serialu CBS Dotyk anioła (Touched by an Angel, 1996) jako Marian Campbell. W operze mydlanej CBS Moda na sukces (The Bold and the Beautiful, 2004-2005) wystąpiła w roli Priscilli Kelly.
W 2000 grała w Rubicon Theater w Ventura w spektaklu Murder in the First. 17-22 września 2002 grała także na Broadwayowskiej scenie Plymouth Theatre w sztuce Absolwent (The Graduate) jako pani Robinson (zastępując Kathleen Turner) u boku Jasona Biggsa, a w 2008 w teatrze na West End w przedstawieniu Czułe słówka (Terms of Endearment) w roli Aurory Greenway.

## Rodzina
28 kwietnia 1962 wyszła za mąż za Eda Thrashera. Mają dwójkę dzieci - córkę Kehly Sloane (ur. 14 sierpnia 1966 w Los Angeles) i syna Jeffa. Jednak w 1983 małżeństwo zakończyło się rozwodem. W 1989 jej młodsza siostra Betty zmarła na raka sutka. Linda Gray przeżyła nerwowe kryzysy i walczyła z alkoholizmem. Ma wnuki: Rydera i Jacka Sloane.

## Filmografia

### Filmy fabularne
- 1967: Absolwent (The Graduate)
- 1991: Oskar, czyli 60 kłopotów na minutę jako Roxanne

### Seriale TV
- 1978–1989, 1991: Dallas jako Sue Ellen Ewing
- 1994: Melrose Place jako Hillary Michaels
- 1994–1995: Agencja modelek jako Hillary Michaels
- 1996: Dotyk anioła jako Marian Campbell
- 2004–2005: Moda na sukces jako Priscilla Kelly
- 2008: 90210 jako Victoria Brewer
- 2012–2014: Dallas jako Sue Ellen Ewing
- 2015: Matka jest tylko jedna jako Gammy
- 2016–2017: Życie w Hollyoaks jako Tabitha Maxwell-Brown
- 2017: Hand of God jako ciotka Val